# Carbon County (Wyoming)
Carbon County is een van de 23 county's in de Amerikaanse staat Wyoming. Carbon County kreeg zijn naam omwille van de grote steenkoolvoorraden die in deze streek werden gevonden.
De county heeft een landoppervlakte van 20.451 km² en telt 15.639 inwoners (volkstelling 2000). De hoofdplaats is Rawlins.

## Bevolkingsontwikkeling
Albany · Big Horn · Campbell · Carbon · Converse · Crook · Fremont · Goshen · Hot Springs · Johnson · Laramie · Lincoln · Natrona · Niobrara · Park · Platte · Sheridan · Sublette · Sweetwater · Teton · Uinta · Washakie · Weston